# Fórum Santiago del Estero
El Fórum Santiago del Estero, Centro de Convenciones y Exposiciones es un edificio ubicado en la ciudad de Santiago del Estero (Argentina) que está destinado a reuniones, congresos, seminarios y convenciones entre otros usos.
Se encuentra emplazado en uno de los edificios históricos de la ciudad que se encontraba en desuso: la vieja estación de Ferrocarriles Mitre, para lo cual se recuperó y se puso en valor. Desde el punto de vista arquitectónico se destaca porque conjuga lo histórico con lo moderno.
Por sus numerosas y variadas prestaciones, la fácil accesibilidad y su ubicación dentro de la ciudad, el Fórum es el espacio más apropiado para desarrollar importantes eventos empresariales, de capacitación, culturales, sociales y artísticos.

## Ubicación
Se enmarca dentro del conjunto de obras de urbanismo que se desarrollaron en la ciudad en los últimos años. Está ubicado en el predio comprendido entre las calles Perú, Avenida Roca, Chacabuco y Avenida Rivadavia. Se caracteriza por ser una zona cívica de la ciudad, jerarquizada por las sedes de Casa de Gobierno, Tribunales, los edificios públicos de Fiscalía de Estado, Escribanía de Gobierno y Defensoría del Pueblo, la Legislatura Provincial y la moderna Terminal de ómnibus.
El Fórum se encuentra a escasos 400 metros del casco céntrico de la ciudad, donde se ubican los principales hoteles y zonas gastronómicas. Además ofrece una variada posibilidad de esparcimiento, situándose en sus cercanías discotecas, pubs, bares y restaurantes a lo largo de la avenida Roca.

## Arquitectura
A través de un destacado trabajo de restauración, se salvaguardaron las reminiscencias italianizantes del viejo edificio, refuncionalizando su interior con criterios y tecnología actual y convirtiendo el sector de andenes en un moderno salón multifuncional y de gran versatilidad. Todo el complejo se encuentra desarrollado en un área parquizada de 2 hectáreas.
Con una superficie cubierta del orden de los 2500 m², el salón principal posee una capacidad para albergar 3000 personas. Su diseño permite la subdivisión a través de paneles termoacusticos móviles en dos o cuatro salas independientes, del orden de los 700 y 350 m² respectivamente, que posibilitan el desarrollo simultáneo de distintas actividades.

El salón tiene en sus extremos dos áreas cubiertas de servicios de 300 m² cada una. Su fachada externa está coronada por una envolvente de acero y vidrio, iluminada en su interior y coronada por una pantalla LED, de 8 metros de ancho por 4 de alto, que se completa con la instalación de un moderno sistema sonoro.

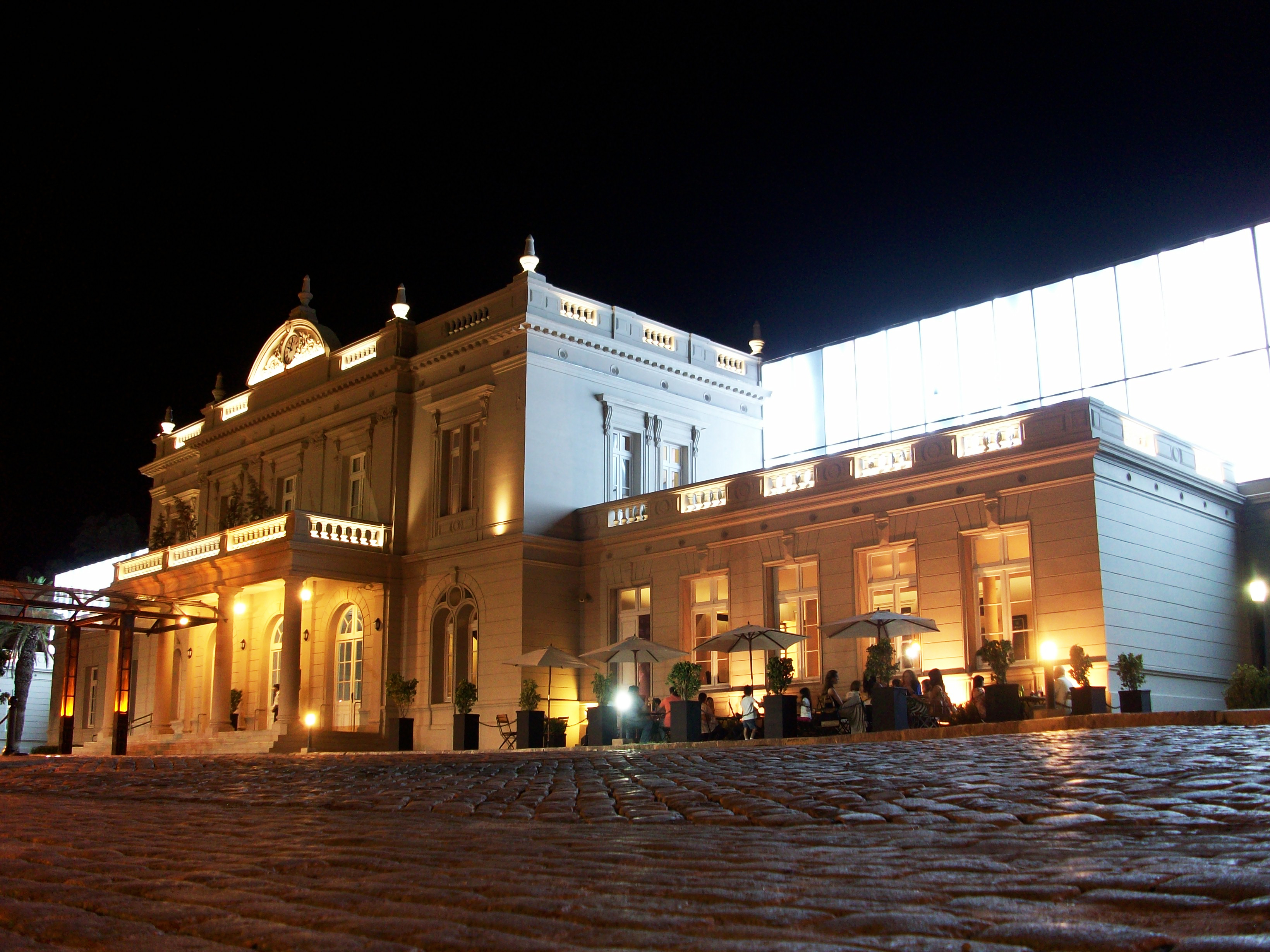
La fachada principal del edificio de noche, con la envolvente que lo convierte en un "edificio de luz"

El edificio histórico ha sido restaurado dotándolo en su planta baja de un sector de informes y acreditaciones, sala de reuniones y sector de cafetería. Mientras que en la planta alta se han desarrollado modernas oficinas y salas de reuniones.

## Sector histórico
Allí se encuentra el Fórum bar, ambientado al estilo de los coches comedor de los trenes antiguos. En su decoración destacan sillones tipo Berger de corte francés al igual que los sillones estilos Chester, símbolo del más puro diseño tradicional inglés. Se decidió utilizar paneles de madera en paredes, muy populares en Francia de los siglos XVII y XVIII. El mismo ofrece una variada cafetería y gastronomía. 

### Salón Estrella del Norte
El salón Estrella del Norte sigue los lineamientos de un lugar de encuentro. Posee mesa inglesa tipo Sheraton, 30 sillas de lira, y sillones French y Luis XV, con mesas ratonas haciendo juego, un lugar ideal para reuniones de negocios o rondas empresariales de primer nivel. 

### Salón Pullman
El salón Pullman tiene un contexto más reservado. Con un plano noble y señorial, fue amueblado con sillones estilo Turín, otro Wilde, mesas ratonas centrales y un sillón circular que divide el ambiente en dos sectores bien definidos, aunque también puede servir como lugar central de un amplio sector de reuniones. Todo esto complementado con  espejos biselados,  iluminación acorde al espacio que culmina con una araña de 30 pantallas.

## Sector moderno

### Sala vestíbulo Roca
El sector moderno se encuentra con la sala de vestíbulo vidriada sobre avenida Roca, que oficia de ingreso para los participantes de los eventos. Allí se ubican los sectores de acreditación y lobby, acondicionados por sillones estilo Barcelona, mesas escritorios, cintas ordenadoras y demás mobiliario que brindan al visitante el espacio suficiente para organizar su participación. Este vestíbulo vidriado se complementa con un espejo de agua, armonizando su conjunto, con importantes detalles en su iluminación.
Tanto el salón principal como el edificio histórico cuentan con climatización central, conexiones eléctricas distribuidas, conexiones inalámbricas de internet e imagen y sonido de alta tecnología.

## Parquizado
En la zona de parque se han construido dársenas de estacionamiento para visitantes, con una capacidad de 170 automóviles para carga y descarga, ascenso y descenso de personas y un importante helipuerto. 